# Lara Croft: Tomb Raider
Lara Croft: Tomb Raider er en filmatisering af Eidos Interactives Tomb Raider-serie fra 2001, instrueret af Simon West og med Angelina Jolie i hovedrollen som Lara Croft. Manuskriptet er udformet af Sara B. Cooper, Mike Werb, Michael Colleary, West, Patrick Massett og John Zinman, mens det originale soundtrack er komponeret af Graeme Revell. Udover Jolie optræder blandt andet hendes far, Jon Voight, samt Iain Glen, Noah Taylor og Daniel Craig. Distributionen er håndteret af Paramount Pictures og United International Pictures.

## Synopsis
Lara Croft (Angelina Jolie) udfolder i et egyptisk inspireret miljø sin træning mod kamprobotten SIMON, bygget af hendes tekniske assistent Bryce (Noah Taylor). I kølvandet på akrobatiske manøvre og salver af skud, nedlægger hun til Bryces skuffelse robotten. Den 15. maj indledes første fase af en planetær begivenhed, hvor alle planeter står på ret linje; Noget der kun sker med 5.000 års mellemrum. I Venedig diskuterer den hemmelige orden, Illuminati, deres fremskaffelse af to halvdelen af Lysets Triangel, som de må besidde ved den planetære begivenheds klimaks. Manfred Powell (Iain Glenn), et medlem af Illuminati, forsikrer rådets højrestående om at de er godt i gang, mens realiteten er, at de ikke aner hvor de skal lede. I England sørger Croft over sin fars, Lord Richard Croft (Jon Voight), død, det netop fandt sted på denne dato. Om natten har hun en drøm hvori hendes far fortæller om den planetære begivenhed, og om Lysets Triangel der har forbindelse dertil. Hun vågner, og bliver klar over et gammelt ur befinder sig et sted i huset. Hun finder det i et hemmeligt kammer under trapperne. Bryce finder en besynderlig enhed inde i uret.
Lara søger konsultation hos en af sin fars venner, Mr. Wilson, en ekspert inden for ure. Men før samtalen, der ikke viser sig at have udbytte, støder hun på Alex West (Daniel Craig); En kollega i gravrøverbranchen, hvis metoder hun forkaster. Senere, ringere Wilson – der i realiteten også er medlem af Illuminati – og henviser Lara til Manfred Powell. Den følgende dag besøger hun Powell i hans hjem, og viser ham fotografier af uret. Men hun stoler ikke på Powell, og allerede samme aften invaderes hendes hus og uret stjæles.
Dagen efter modtager Lara et brev, arrangeret til levering ved første fase af planeternes konjuktion. Det forklarer at uret er nøglen til at finde de to halvdele af trianglen, der blev separeret i to; Den ene er gemt i Cambodja, og den anden i en ruinby i Siberien. Hendes far opfordrer hende til at finde og destruere begge halvdele, før Illuminati finder den.
I Cambodja indser Croft at West arbejder sammen med Powell. De udnytter lokale risbønder til at skabe vej ind i templet, mens Lara følger en alternativ vej anvist via ledetråde fra hendes far. I templet løser West gåden, med undtagelse af en afgørende faktor – nemlig monomentet hvori nøglen skal placeres – er et spejlbillede, hvis korrekte kilde Lara finder. Hun overtaler sine modstandere til at give hende nøglen, og hun viser sig at have ret i sit udsagn. Før templet stenfigurene vækkes til live og templet kollapser, får Lara fat i første halvdel af trianglen, mens Powell fortsat er i besiddelse af uret; Nøglen til at få den næste halvdel.
Begge parter indser de må samarbejde, og aftaler et møde i Venedig, hvor Powell desuden afslører at hendes far var med i Illuminati-ordenen. Tøvende indvilger hun i samarbejdet, og allierer sig med Bryce på turen til Sibirien, med West, Powell og deres håndlangere. I det sibiriske tempel opdages en stor model af solsystemet, der aktiveres og roterer ved konjuktions endelige indtræden. Lara skaffer Powell den sidste del af trianglen, men Powell har ikke held med at samle den, og for at overtale Croft til at samarbejde, myrder han West. Efter at have løst gåden, kæmper de i en alternativ eksistens om trianglens besiddelse, og hun får en chance for at krydse sin fars fortid med sin nutid. Richard beder Lara destruere trianglen, og ikke bruge den til eget bedste. Tilbage i templet spoler Lara tiden tilbage til knivkastet fra Powell mod West, og hun vender kniven, så når realtiden genindtræder flyver den direkte mod Powell. Da alle undtaget Powell er på til at forlade templet, accepterer begge parter en kamp med næver. Manfred afslører at det var ham der dræbte Richard, og det koster ham livet.
Lara flygter fra det sammenstyrtende tempel og vender hjem. Hillary og Bryce indbyder hende til en træning mod en reprogrammeret SIMON.

## Produktion
Simon West afviste de første to tilbud om at instruere en kommende Tomb Raider-film, men valgte tredje gang at acceptere. Mange af scenerne er optaget "on location," mens resten er bygget i enorme kulisser, hvis størrelser blandt lod mere action finde vej.
Ganske usædvanligt for stjernerollen brugte man sjældent en stuntdobbelt for Jolie, der selv udførte størstedelen af sine stunts. Hun gennemgik desuden et intenst træningsprogram i månederne op til optagelserne, der involverede blandt andet våben-, militær- og yoga-træning.
Scenen i dødszonen hvor adskillige tons vand oversvømmer det kollapsende tempel, er filmet med 14 samtidige kameraer, og hvor skuespillerne var på settet mens de godt 70.000 liter vand strømmede ind. Jolie har efter optagelserne udtalt, at hun ikke engang spillede, hun koncentrerede sig bare om at løbe. På samme lokalitet befinder sig tidshuller, der, når de gennemtrænges af levende organismer, udgiver sig som en "x-ray"-lignende mekanisme. Den hund der springer gennem, blev filmet med blå chroma key, og senere tilpasset og synkroniseret med en 3D-model, der følger et identisk bevægelsesmønster.

## Modtagelse
Rob Blackwelder fra Contactmusic.com giver filmen to stjerner, og skriver at til trods for den perfekte casting af Jolie til hovedrollen, virker filmen flad. Ydermere føler han, at filmen kunne være sluttet allerede efter 50 minutter; Lara skal forene to dele af en magisk triangelartifakt i håb om at ødelægge den. Efter det nævnte tidsstempel har hun allerede fingrene i den ene halvdel og kunne have gjort sin mission til succes ved bare at ødelægge dén. Jeremy Conrad fra IGN har givet dvd-udgivelsen 8 ud af 10, men selve filmen 6 ud af 10. Han skriver at plottet til tider er grinagtigt, og at nogle af actinosekvenserne er blandt de eneste positive elementer i filmen. Paul Tatara fra CNN mener filmens personer ikke indeholder meget dybde, og at det er tydeligt at Patrick Mansett og John Zinmann er "first timers" i manuskriptforfatning.
I danske medier fik filmen gennemsnitligt 3 af 6 stjerner (49%), heraf er den højeste karakter givet af B.T. på fem stjerner, og den laveste af Dagbladet Information der kun gav en halv. Christian Monggaard Christensen fra Information skriver "Som figur er Lara Croft ikke synderligt charmerende – trist at kropsbygning og personlighed ikke går hånd i hånd – og filmen igennem fornemmer man, at forlægget for Tomb Raider netop er et computerspil uden den store handling og persontegning," mens Ronald Lindkvist fra B.T. begrunder sin karakter med: "Filmen er med sine hardcore computereffekter og universelle eventyrlighed bannerfører for dyr og effektiv Hollywood-produktion. Det alene skal nok forføre hele familien i biografen. Virker det ikke, er Angelina Jolie grund nok i sig selv". Niels Lind Larsen fra Ekstra Bladet giver tre stjerner, og skriver "Her er hverken dybde i plot eller personer, og det er langtfra lykkedes instruktøren Simon West (Con Air) at gøre 'Tomb Raider' til det girl power-svar på 'Indiana Jones' eller 'Mumien', man kunne have håbet på – og måske endda forventet, når man ved hvor nuanceret og udviklet spillenes verden er". Den ligeså moderate vurdering af filmen af Liselotte Michelsen fra Politiken er beskrevet som: "Filmen om Lara Croft er et i første halvdel underholdende, i anden halvdel forudsigeligt eventyr; den lever ikke så meget på spænding som på en tilbagelænet forventning efter at se, hvordan Lara kringler sig ud af den næste pressede situation på en sexet måde."
I 2001 vandt filmen Bogey Award in Silver-prisen, og i 2002 "Most Performed Songs from Motion Pictures" ved ASCAP Award. BMI Film Music Award belønnede samme år, filmens soundtrackkomponist Graeme Revell med en pris. Sammenlagt var filmen nomineret til 12 priser.

## Trivia
- Laras butler var gennem de mange første spil i serien en ældre herre. Denne portrættering stemmer ikke overens med filmens valg af butler. Det samme er tilfældet med både Bryce og butleren i forhold til Lara Croft Tomb Raider: Legend, hvor hendes tekniske assistent er mørkhudet ung mand og butleren traditionen tro en ældre herre. Deres navne er heller ikke i overensstemmelse.
- Computerfiguren har brune øjne[8], mens Angelina Jolie har blå/grønne[9].

## Fodnoter
1. 1 2 3  Lara Croft: Tomb Raider på Box Office Mojo (engelsk) Hentet 30. november, 2013
2. ↑  Lara Croft: Tomb Raider på Medierådet for Børn og Unge
3. ↑  Tomb Raider Movie Review Arkiveret 1. maj 2008 hos  Wayback Machine. Modtaget den 8. april 2008.
4. ↑  IGN: Lara Croft: Tomb Raider Review
5. ↑  "CNN.com – Review: A dull game of 'Tomb Raider'". Arkiveret fra originalen 2. marts 2008. Hentet 9. april 2008.
6. 1 2 3 4 5  "Scope > Film > Tomb Raider < Anmeldere". Arkiveret fra originalen 11. februar 2008. Hentet 8. april 2008.
7. ↑  Lara Croft: Tomb Raider (2001) på IMDb
8. ↑  "Arkiveret kopi". Arkiveret fra originalen 13. januar 2010. Hentet 16. april 2008.
9. ↑  "http://www.librarising.com/astrology/celebs/images2/A/angelinajolie.jpg". Arkiveret fra originalen 7. januar 2007. Hentet 16. april 2008. {{cite web}}: Ekstern henvisning i |title= (hjælp)

## Eksterne Henvisninger
- Lara Croft: Tomb Raider på Internet Movie Database (engelsk)
- Lara Croft: Tomb Raider på Filmdatabasen
- Lara Croft: Tomb Raider på Scope
- Lara Croft: Tomb Raider i Svensk Filmdatabas (svensk)
- Lara Croft: Tomb Raider i Svensk mediedatabas (svensk)
- Lara Croft: Tomb Raider på AlloCiné (fransk)
- Lara Croft: Tomb Raider på MovieMeter (nederlandsk)
- Lara Croft: Tomb Raider på AllMovie (engelsk)
- Lara Croft: Tomb Raider hos American Film Institute (engelsk)
- Lara Croft: Tomb Raider hos British Film Institute (engelsk)
- Paramount Pictures